# Тамарін Сергій Васильович
Сергі́й Васи́льович Тама́рін (нар. 18 лютого 1988, Харків) — громадський та політичний діяч, ветеран війни на Сході України, майор поліції, керівник київського осередку політичної партії Національний корпус.
Кандидат у народні депутати України 9 скликання від ВО «Свобода».

## Життєпис
Сергій Тамарін народився 18 лютого 1988 в Харкові. Середню освіту здобував у школі № 17 з поглибленим вивченням англійської мови, Харківському електромеханічному технікумі, харківському ліцеї № 107. Займався боксом та грою на фортепіано.
Навчався в Національній юридичній академії України імені Ярослава Мудрого, де здобув вищу освіту зі ступенем «магістр права».
Після закінчення академії в 2010 році працював слідчим у міліції. Після трьох років служби звільнився. Рік до початку війни — менеджер з персоналу у телекомунікаційній компанії.

### Війна на сході України
З приходом на схід України російських терористів, Тамарін приєднався до «чорних чоловічків». 10 лютого, після того, як в лютому 2014 з харківського СІЗО звільнився Андрій Білецький, бійці заснували батальйон «Азов».
Разом з «Азовом» брав участь у визволенні Мар'їнки, Маріуполя, в боях за Широкине. Пізніше Сергія Тамаріна було нагороджено державною нагородою «За оборону Маріуполя». 10 лютого 2015 Сергій Тамарін брав участь у «Широкинській наступальній операції». Мав важкі травми і контузії. Звання майора отримав позачергово, після боїв за Маріуполь і успішного штурму Мар'їнки.
Після повернення з фронту Тамарін увійшов до створеного в кінці 2014 року спецпідрозділу МВС «Схід», метою якого було забезпечення надійного тилу в Харкові після відходу звідти «чорних чоловічків». З 2017 до 2019 був його очільником. Спецпідрозділ формувався винятково з добровольців.

### Політична діяльність
З червня 2019 командир «Собер» очолив київський міський осередок політичної партії — Національний корпус.
|  | Загальний, майже шестирічний військовий досвід — 3 роки в “Азові” та два з половиною роки командування спецпідрозділом «Схід», — сформували чітке уявлення про максимально широкий спектр потреб на фронті й проблеми цивільного населення. Окрім цього з’явилося розуміння про бутафорські реформи ЗСУ, недореформований МВС й розуміння того, що наявною політичною волею можна вирішити набагато більше проблем, ніж перебуваючи на фронті. Порадившись із друзями та близькими, я вирішив переходити до наступного етапу боротьби — політичного. Стає дедалі очевидніше, що внутрішніх ворогів у нас набагато більше, ніж зовнішніх, і це наша основна слабкість. Я сприйняв це як гарний шанс для себе реалізуватися не тільки у військовій боротьбі, а й в політичній, оскільки, за моїм переконанням, дипломатія не існує без сильної армії, а сильна армія не буде існувати без добрих дипломатів. |

12 березня 2020 року ветерани полку «Азов» зірвали прес-конференцію, яку організував Сергій Сивохо, та вигнали його із зали КВЦ «Парковий». 13 березня суд обирав міру запобіжного заходу для Сергія Тамаріна, Олександра Демидова та Юрія Каплі. Станом на серпень 2020 року, судовий процес тривав.
23 травня кілька десятків активістів Національного корпусу під керівництвом Сергія Тамаріна прийшли з акцією протесту під офіс ОПЗЖ. Під час пікету вони палили фаєри та кидали димові шашки. Невдовзі відбулись сутички активістів з поліцією, прессекретар Медведчука заявив, нібито там стався «вибух», поліція спростовула інформацію про вибух. Пізніше поліція повідомила про 20 затриманих.

## Нагороди
- За оборону Маріуполя
- За відвагу у службі